# Timarete polytricha
Timarete polytricha är en ringmaskart som beskrevs av Johan Gustaf Hjalmar Kinberg 1866. Timarete polytricha ingår i släktet Timarete och familjen Cirratulidae. Inga underarter finns listade i Catalogue of Life.